# Auguste Burdeau
Auguste-Laurent Burdeau (10 de setembro de 1851 — 12 de dezembro de 1894) foi um político francês. Em 5 de julho de 1894, foi eleito presidente da Câmara dos Deputados. 